# Sandy Brondello
Pour les articles homonymes, voir Brondello (homonymie).
Sandy Brondello, née le 20 août 1968 à Mackay dans le Queensland, est une joueuse australienne de basket-ball, évoluant au poste d'arrière, devenue entraîneuse.

## Carrière de joueuse
Avec l'équipe nationale australienne, elle participe à quatre olympiades (4e place en 1988, bronze en 1996, argent en 2000 et 2004), quatre championnats du monde (6e place en 1990, 4e place en 1994, bronze en 1998 et 2002) et aux Goodwill Games en 1990. Après avoir disputé le Mondial Junior en 1985 et le Mondial Universitaires 1987, elle intègre les Opals, surnom de la sélection australienne, en 1987.
Elle joue cinq saisons en WNBA et garde en 2010 la quatrième meilleure réussite à trois points en carrière (41,0 %). Pour sa première saison WNBA en 1998, elle obtient la meilleure réussite aux lancers-francs avec 92,3 % (96/104) et se classe huitième scoreuse de la ligue avec 14,2 points et dixième passeuse (3,3) de la ligue. Le 13 juillet, elle réussit son premier double-double avec 23 points et 10 rebonds. Elle est sélectionnée en 1999 au premier WNBA All-Star Game. Elle est la meilleure du Shock à la marque (13,3 points), à la réussite à trois points (48,7 %, seconde performance de WNBA). Elle inscrit 33 points à 13/18 (dont 6/9 à trois points, dont un réussi à la fin du temps réglementaire puis un à la fin de la première prolongation) dans un match perdu en double prolongation contre les Starzz de l'Utah. Le Shock est battu en play-offs par le Sting de Charlotte. Elle fait l'impasse sur la saison suivante pour privilégier la préparation des Jeux olympiques à Sydney. En 2001, elle rejoint pour deux saisons le Sol de Miami, où joue également une saison une de ses coéquipières allemandes, Marlies Askamp. Dès le 27 juin 2001, elle est la 31e joueuse de WNBA à passer la barre des 1 000 points inscrits. Avec 12,7 points par match, elle est la seconde scoreuse du Sol, avec la meilleure réussite à trois points (39,4 %), commençant les 29 rencontres qu'elle dispute. Elle réussit notamment un tir victorieux à 1,1 seconde de la fin du match à Orlando le 10 juillet. Elle marque 23 points à 9 sur 13 (dont 4/6 à trois points) contre Charlotte le 18 juillet. En 2002, ses moyennes sont de 8,8 points, 1,4 rebond et 1,5 passe décisive en 30 rencontres, dont 23 dans le cinq de départ. Elle dispute sa dernière saison avec les Storm en 2003, où elle retrouve ses compatriotes Lauren Jackson et Tully Bevilaqua.
Elle joue pour le club allemand du BTV Wuppertal de 1992 à 2002, remportant six fois le championnat et remportant l'Euroligue 1996, Sandy Brondello étant élue MVP du Final Four. Elle est membre du meilleur cinq de l'Euroligue en 1994, 1996 et 1997.
Elle dispute à plusieurs reprises le championnat australien et est élue All-Star de la WNBL en 1994 et 1995. Elle en est MVP en 1995.

## Carrière d'entraîneuse
En 2005, elle devient assistante entraîneuse des Silver Stars de San Antonio (qui accèdent aux finales WNBA 2008), puis entraîneuse en 2010. C'est aux Silver Stars que Marion Jones prépare avec Brondello son retour au basket-ball. À la fin de la saison conclue sur un bilan de 14 victoires pour 20 défaites et une élimination au premier tour des play-offs par le Mercury de Phoenix, le general manager Dan Hughes la remplace elle et son mari Olaf Lange, son ancien coach à Wuppertal. Elle reprend en 2011 une place d'assistante entraîneuse pour les Sparks de Los Angeles. En 2014, elle est nommée entraîneuse principale du Mercury de Phoenix, qui remporte 29 rencontres sur 34 en saison régulière. Elle est nommée entraîneuse WNBA de l'année de la  saison 2014. Le Mercury remporte le titre WNBA 2014 face au Sky de Chicago par trois victoires à zéro. Le 5 septembre 2015, elle dirige sa 100e rencontre lors d'une victoire face aux Stars de San Antonio pour porter le Mercury à 19 victoires pour 13 revers.
Elle remporte l'Euroligue 2016 comme assistante d'Olaf Lange.
En juin 2018, elle est désignée meilleure entraîneuse WNBA du mois avec un bilan de 11-2 sur le seul mois de juin et de 13-5 depuis le début de la saison. Son équipe ayant le second meilleur bilan à mi-saison, elle est retenue pour diriger une des deux équipes du WNBA All-Star Game 2018. Son contrat n'est prolongé après la saison WNBA 2021, mais elle s'engage quelques semaines plus tard avec le Liberty de New York.

## Vie privée
Elle a deux enfants Brody Max et Grace.

## Clubs successifs joueuse

### WNBA
- 1998, 1999 : Shock de Détroit
- 2001, 2002 : Sol de Miami
- 2003 : Storm de Seattle

### Europe
- 1992-2002 : Wuppertal Wings ()
- 2003-2004 : Ros Casares Valencia[16] ()

### Australie
- 1986-1996[3]: Bankstown Bruins, Sydney Bruins/Flames, AIS and Brisbane Blazers[17]

## Clubs successifs entraîneuse
- 2005-2009 : Silver Stars de San Antonio (ass.)
- 2010 : Silver Stars de San Antonio
- 2011-2013 :  Sparks de Los Angeles (ass.)
- 2014-2021 : Mercury de Phoenix
- 2022-2021 : Liberty de New York

## Palmarès

### Club
- Euroligue 1996
- Jeux olympiques d'été
  -  Médaille d'argent aux Jeux olympiques de 2004 à Athènes
  -  Médaille d'argent aux Jeux olympiques de 2000 à Sydney
  -  Médaille de bronze aux Jeux de 1996 à Atlanta
- Championnat du monde de basket-ball féminin
  -  Médaille de bronze du Championnat du monde 2002.
  -  Médaille de bronze du Championnat du monde 1998
  - 4e du Championnat du monde 1994
  - 6e du Championnat du monde 1990

### Club (entraîneuse)
- Championne WNBA 2007, WNBA 2009 et 2014[9]
- Vainqueur de l'Euroligue 2016[11]

### Distinctions personnelles
- Élue meilleure joueuse australienne en 1992
- Choisie par le Sol de Miami lors de draft d'expansion 2000
- Élue au All-Star Game WNBA en 1999
- Entraîneur WNBA de l'année pour la saison 2014[8]